# Universidad Normal de Taiwan FC
El Fútbol Club Universidad Nacional Normal de Taiwán (NTNU FC) es un equipo de fútbol aficionado de República de China que juega en la Liga de la Universidad de Taiwán, la tercera división de fútbol en el país.

## Historia
Fue fundado en el año 2002 y es un equipo integrado exclusivamente por estudiantes de la Universidad Nacional Normal de Taiwán.

## Palmarés
- Copa del Florecimiento: 2012-2°; 2013-1°; 2014-2°
- UFA-Tercera División: 2007-8°; 2012-6°

### Records de UFA
| Año     | Resultado Final   |
| ------- | ----------------- |
| 2004–05 | No participó      |
| 2005–06 | Primera fase      |
| 2006–07 | Octavos de Final  |
| 2007–08 | 8°                |
| 2008–09 | Primera fase      |
| 2009–10 | Primera fase      |
| 2010–11 | Primera fase      |
| 2011–12 | 6°                |
| 2012–13 | Primera fase      |
| 2013–14 | Primera fase      |
| 2014–15 | No ha determinado |

### Records de UFA-Futsal
| Año     | Resultado Final |
| ------- | --------------- |
| 2004–05 | 8°              |
| 2005–06 | No participó    |
| 2006–07 | No participó    |
| 2007–08 | No participó    |
| 2008–09 | No participó    |
| 2009–10 | No participó    |
| 2010–11 | No participó    |
| 2011–12 | No participó    |
| 2012–13 | No participó    |
| 2013–14 | No Ha Empezado  |

## Lista de los Presidentes, Capitanes y Entrenadores Sucesivos

### Presidentes sucesivos del Equipo
|     | Año     | Presidente       | nota |
| --- | ------- | ---------------- | ---- |
| 1°  | 2003–04 | Lai,Wu-Xian      |      |
| 2°  | 2004–05 | He,Jun-Yi        |      |
| 3°  | 2005–06 | Hsieh,San-Chin   |      |
| 4°  | 2006–07 | Chuang,Ming-Chou |      |
| 5°  | 2007–08 | Wang,Yen-Ren     |      |
| 6°  | 2008–09 | Zhuo,Yu-Lin      |      |
| 7°  | 2009–10 | Wong,Wei-Cheng   |      |
| 8°  | 2010–11 | Liao,Ke-Yu       |      |
| 9°  | 2011–12 | Sun We Bu        |      |
| 10° | 2012–13 | Chi W.           |      |
| 11° | 2013–14 | You,Zhe-Ming     |      |
| 12° | 2014–15 | no ha elegido    |      |

### Capitanes sucesivos del Equipo
|     | Año     | Capitán            | Nota                                          |
| --- | ------- | ------------------ | --------------------------------------------- |
| 1°  | 2003–04 | no ha tenido       |                                               |
| 2°  | 2004–05 | Hsieh,San-Chin     |                                               |
| 3°  | 2005–06 | Hsieh,San-Chin     |                                               |
| 4°  | 2006–07 | Hsieh,San-Chin     |                                               |
| 5°  | 2007–08 | Cheng,Yuan-Yu      |                                               |
| 6°  | 2008–09 | Chen,Chien-Yu      |                                               |
| 7°  | 2009–10 | Ghuan,Heng-An      |                                               |
| 8°  | 2010–11 | Wu,Xian-Zhi        |                                               |
| 9°  | 2011–12 | Leong Tak Long     |                                               |
| 10° | 2012–13 | Sun We BuDavid Ng. | 102-02-20 el capitán fue cambiado a David Ng. |
| 11° | 2013–14 | Shi,Bo-Lin         |                                               |
| 12° | 2014–15 | no ha elegido      |                                               |

### Entrenadores sucesivos del Equipo
|     | Año     | Entrenador       |
| --- | ------- | ---------------- |
| 1°  | 2003–04 | no ha tenido     |
| 2°  | 2004–05 | no ha tenido     |
| 3°  | 2005–06 | Jiang,Wen-Sen    |
| 4°  | 2006–07 | Jiang,Wen-Sen    |
| 5°  | 2007–08 | Jiang,Wen-Sen    |
| 6°  | 2008–09 | Jiang,Wen-Sen    |
| 7°  | 2009–10 | Jiang,Wen-Sen    |
| 8°  | 2010–11 | Jiang,Wen-Sen    |
| 9°  | 2011–12 | Leong Kwok Chang |
| 10° | 2012–13 | Leong Kwok Chang |
| 11° | 2013–14 | Chen,Yen-Fu      |